# Mead Valley, Kalifornien
Mead Valley är en ort (CDP) i Riverside County, i delstaten Kalifornien, USA. Enligt United States Census Bureau har orten en folkmängd på 18 510 invånare (2010) och en landarea på 49,6 km².